# Sleman (Kecamatan)
Sleman ist ein Distrikt (Kecamatan) im Regierungsbezirk (Kabupaten) Sleman der Sonderregion Yogyakarta im Süden der Insel Java. Der Kecamatan liegt im westlichen Zentrum des Kabupatens. Er zählte Ende 2021 70.385 Einwohner auf 31,32 km² Fläche.

## Geographie
Der Distrikt Sleman grenzt an folgende Kecamatan:
| Richtung0000 | Name Kec. | Kabupaten | Provinz |
| Nordosten    | Tempel    | Sleman    | DIY*    |
| Nordwesten   | Turi      | Sleman    | DIY     |
| Osten        | Ngaglik   | Sleman    | DIY     |
| Süden        | Mlati     | Sleman    | DIY     |
| Südwesten    | Seyegan   | Sleman    | DIY     |

* D.I.Yogyakarta

## Verwaltungsgliederung
Der Kecamatan (auch Kapanewon genannt) gliedert sich in fünf ländliche Dörfer (Desa, auch Kalurahan genannt):
| PUM-Code 1    | Desa          | Fläche (km²) | Bevölkerung zur Volkszählung 2 | Bevölkerung zur Volkszählung 2 | Bevölkerung zur Volkszählung 2 | Bevölkerung zur Volkszählung 2 | Bevölkerung zur Volkszählung 2 | Bevölkerung zur Volkszählung 2 | Padu- kuhan 4 | RW/ RT 5 |
| PUM-Code 1    | Desa          | Fläche (km²) | 002000                         | 002010                         | Männer                         | Frauen                         | 2020                           | Dichte 3                       | Padu- kuhan 4 | RW/ RT 5 |
| ------------- | ------------- | ------------ | ------------------------------ | ------------------------------ | ------------------------------ | ------------------------------ | ------------------------------ | ------------------------------ | ------------- | -------- |
| 34.04.13.2001 | Caturharjo*   | 7,02         | 11.304                         | 13.345                         | 7.474                          | 7.495                          | 14.969                         | 2.132,3                        | 20            | 49/110   |
| 34.04.13.2002 | Triharjo      | 5,32         | 13.515                         | 16.171                         | 9.476                          | 9.508                          | 18.984                         | 3.568,4                        | 12            | 43/113   |
| 34.04.13.2003 | Tridadi       | 5,04         | 11.473                         | 13.926                         | 7.649                          | 7.667                          | 15.316                         | 3.038,9                        | 15            | 40/96    |
| 34.04.13.2004 | Pandowoharjo* | 7,27         | 8.534                          | 10.766                         | 6.195                          | 6.457                          | 12.652                         | 1.740,3                        | 22            | 47/102   |
| 34.04.13.2005 | Trimulyo      | 5,79         | 7.307                          | 8.554                          | 4.957                          | 5.010                          | 9.967                          | 1.721,4                        | 14            | 30/68    |
| 34.04.13      | Kec. Sleman   | 30,44        | 52.133                         | 62.762                         | 35.751                         | 36.137                         | 71.888                         | 2.361,6                        | 83            | 209/489  |

* Alternative Schreibweise (BPS) zweier Dörfer: Catur Harjo und Pandowo Harjo

## Demographie
Grobeinteilung der Bevölkerung nach Altersgruppen (zum Zensus 2020)
| Altersgruppen | 00Männer | 00Frauen | zusammen |
| ------------- | -------- | -------- | -------- |
| 0 – 14        | 8.031    | 7.707    | 15.738   |
| 15 – 64       | 24.739   | 24.967   | 49.706   |
| 65+           | 2.981    | 3.463    | 6.444    |
| gesamt        | 35.751   | 36.137   | 71.888   |
| anteilig (%)  |          |          |          |
| 0 – 14        | 22,46    | 21,33    | 21,89    |
| 15 – 64       | 69,20    | 69,09    | 69,14    |
| 65+           | 8,34     | 9,58     | 8,96     |

### Bevölkerungsentwicklung
In den Ergebnissen der sieben Volkszählungen seit 1961 ist folgende Entwicklung ersichtlich:
| Einheit/Jahr     | 1961         | 1971         | 1980         | 1990         | 2000         | 2010         | 2020         |
| ---------------- | ------------ | ------------ | ------------ | ------------ | ------------ | ------------ | ------------ |
| Kec. Sleman      | 33.970       | 41.010       | 45.285       | 48.852       | 52.133       | 62.762       | 71.888       |
| Anteil in %      | 6,58         | 6,97         | 6,69         | 6,26         | 5,78         | 5,74         | 6,39         |
| Kab. Sleman      | 516.653      | 588.313      | 677.323      | 780.334      | 901.377      | 1.093.110    | 1.125.804    |
| Sonderregion DIY | 00 2.231.062 | 00 2.487.177 | 00 2.750.025 | 00 2.912.611 | 00 3.120.478 | 00 3.457.491 | 00 3.66.8719 |